# Fotografická kamera

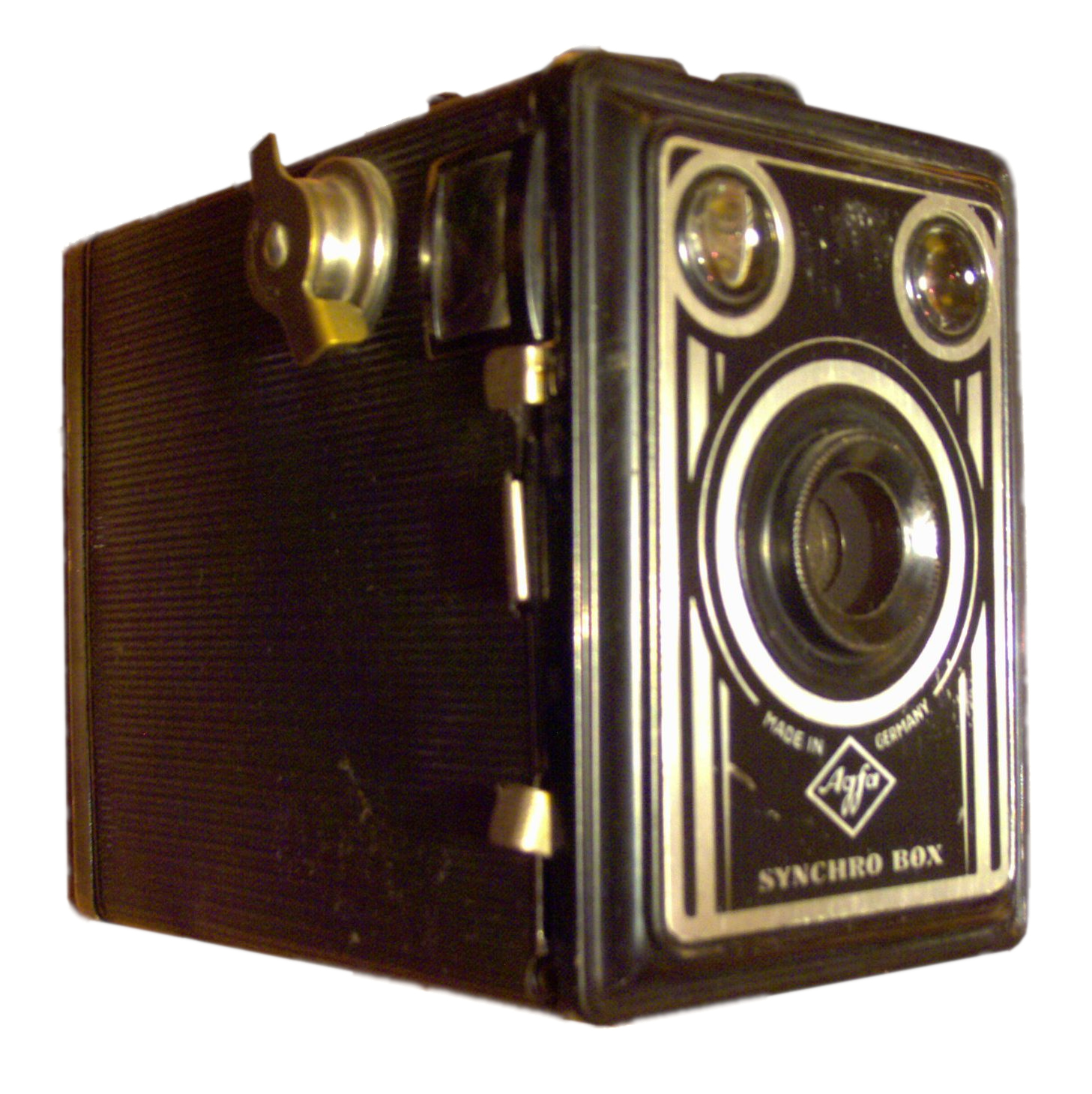
Agfa Box

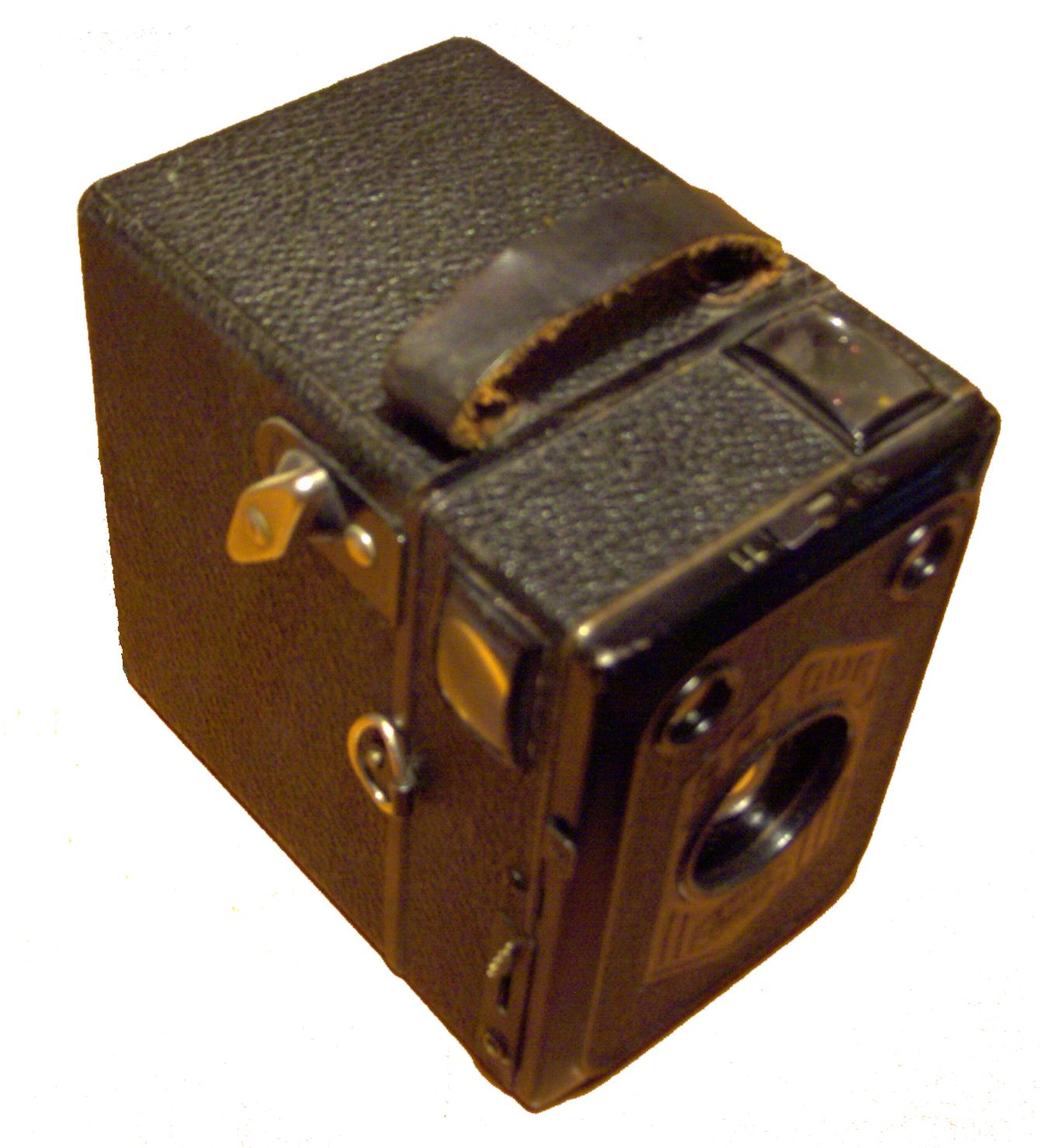
Zeiss Ikon Baldur

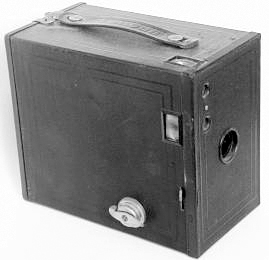
Klasická skříňová kamera Kodak Brownie 2A

Fotografická kamera, skříňová kamera (anglicky box camera) je fotoaparát ve své nejjednodušší podobě, s výjimkou ještě jednodušší camery obscury. Klasická skříňová kamera má tvar podobný krabici, po které nese svůj název. Kamera má jednoduchou optickou soustavu, často jen ve formě jednoduchého menisku (čočka, jejíž obě strany jsou vybroušeny jako část kulové plochy), který plní funkci objektivu. Tomu obvykle chybí možnost libovolného zaostření (pevně zaostřený objektiv - fixed focus) stejně jako kontrola clony a rychlosti závěrky (přesněji expozičního času). Kvůli tomu je vhodný pouze pro fotografování na denním světle. V roce 1950 byly vynalezeny skříňové kamery s bleskem, což umožnilo fotografovat uvnitř budov.
Příklady kamer:
- Firma Kodak v roce 1888 vyrobila první komerčně úspěšnou fotografickou kameru pro svitkový film. Reklamní slogan zněl: Vy stisknete tlačítko - my uděláme to ostatní.
- Kodak Brownie, dlouhotrvající série klasického skříňkového fotoaparátu pro svitkový film.
- Ansco panda byl navržen tak, aby přímo konkuroval fotoaparátům Brownie. Používal film typu 620.
- Kodak Instamatic používající film 126, později film 110.
- Moderní jednorázový fotoaparát používající 35mm film.

Ve Velké Británii:
- Vlajkové kamery od firmy Houghton Butcher.[1]